# Sudoeste Africano Alemão
```
   |-
       |
Erro:
:  
valor não especificado para "
nome_comum
"
```

Sudoeste Africano Alemão (alemão: Deutsch-Südwestafrika, DSWA) foi uma colônia alemã de 1884 até 1915, quando foi assumido pela África do Sul e administrado como Sudoeste Africano até finalmente se tornar República da Namíbia em 1990.

## História
Em 1883, o comerciante alemão Adolf Lüderitz comprou de um chefe nativo uma área denominada "Angra Pequena". A cidade de Lüderitz e a costa adjacente são atualmente chamados com seu nome. Em 24 de abril de 1884, ele fixou a área sob proteção do Império Alemão para com isso deter intrusões britânicas. No início de 1884, o navio SMS Nautilus da Marinha Imperial Alemã foi avaliar a situação. Um relatório favorável do governo e o consentimento britânico resultaram na visita do SMS Leipzig e do SMS Elisabeth. A bandeira alemã foi finalmente içada em 7 de agosto de 1884.
Em outubro, o recém-indicado comissionário para a África Ocidental, Gustav Nachtigal, chegou no SMS Möwe. Em abril de 1885, a Curadoria Colonial Alemã para o Sudoeste Africano (Deutsche Kolonialgesellschaft für Südwest-Afrika) foi criada, e logo comprou os posses das companhias fracassadas de Lüderitz; Lüderitz foi a pique subsequentemente em 1886 numa expedição ao Rio Orange. Em maio, Heinrich Ernst Göring foi indicado comissionário e estabeleceu sua administração em Otjimbingwe. As Tropas Imperiais de Proteçãosob o comando de Hauptmann já estavam posicionadas no Sudoeste Africano Alemão no início de 1888, constituindo de dois oficiais, cinco oficiais de baixa patente, e 20 soldados de origem local.
A colônia cresceu em 1890 através da anexação da Faixa de Caprivi no noroeste, a qual promoveu novas rotas comerciais. Esse território foi adquirido através do Tratado de Helgoland-Zanzibar entre a Inglaterra e a Alemanha.
O Sudoeste Africano Alemão foi a única colônia africana onde alemães se estabeleceram em grande número, eles eram levados à colônia pelas possibilidades econômicas nas minas de diamantes e cobre e, sobretudo, fazendas. Em 1902, a colônia tinha 200.000 habitantes, embora só 2.595 fossem alemães, 1.354 africanos descendentes de holandeses, e 452 ingleses. Em 1914, mais 9.000 alemães chegaram. Estima-se em torno de: 80.000 hereros, 60.000 ovambos, e 10.000 namas, que eram desprezadamente referidos como hotentotes.

### Rebelião contra o jugo alemão

Bandeira do Sudoeste Africano Alemão.

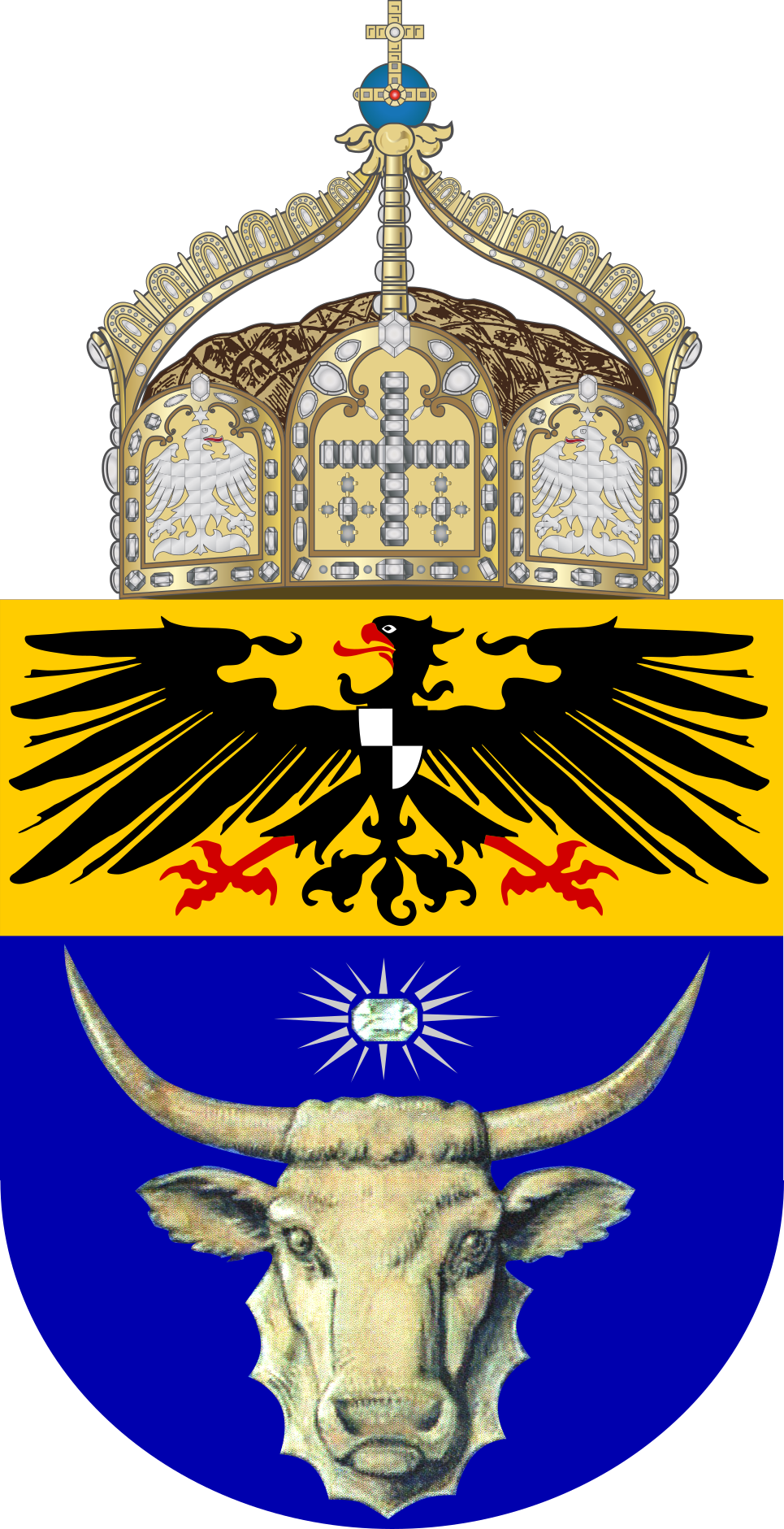
Brasão de armas do Sudoeste Africano Alemão.

Em 1893 e 1894, a primeira rebelião hotentote dos namas e seu líder legendário Hendrik Witboi ocorreu. Os anos seguintes presenciaram muitas revoltas de locais contra alemães, a maior das quais foi a Guerra dos Hereros de 1904. Fazendas remotas foram atacadas, e aproximadamente 150 assentados alemães foram mortos. A “Tropa de Proteção” de apenas 766 homens e adjuntos locais, de início, não foram páreo para os hereros. Os hereros ficaram na ofensiva, algumas vezes cercando Okahandia e Windhoek, e destruindo a ponte da estrada férrea de Osona. Tropas adicionais saíram às pressas da Alemanha sob comando do Tenente-General Lothar von Trotha e esmagaram a rebelião na Batalha de Waterberg. Os hereros recuaram para a região árida de Omaheke, lado oeste do Deserto do Calaári, onde muitos deles morreram de sede. As tropas alemãs vigiaram todas as fontes de água e ordenaram matar qualquer herero a vista. Somente alguns conseguiram escapar pelos territórios britânicos.
No outono de 1904, os nama entraram na peleja contra o poder colonial sob comando de seus líderes Hendrik Witboi e Jakob Morenga, esse último referido como o ”Napoleão Negro”. Essa revolta foi finalmente reprimida entre 1907-1908.
No total, entre 25.000 e 100.000 hereros, mais de 10.000 namas e 1.749 alemães moreram no conflito.

### Primeira Guerra Mundial

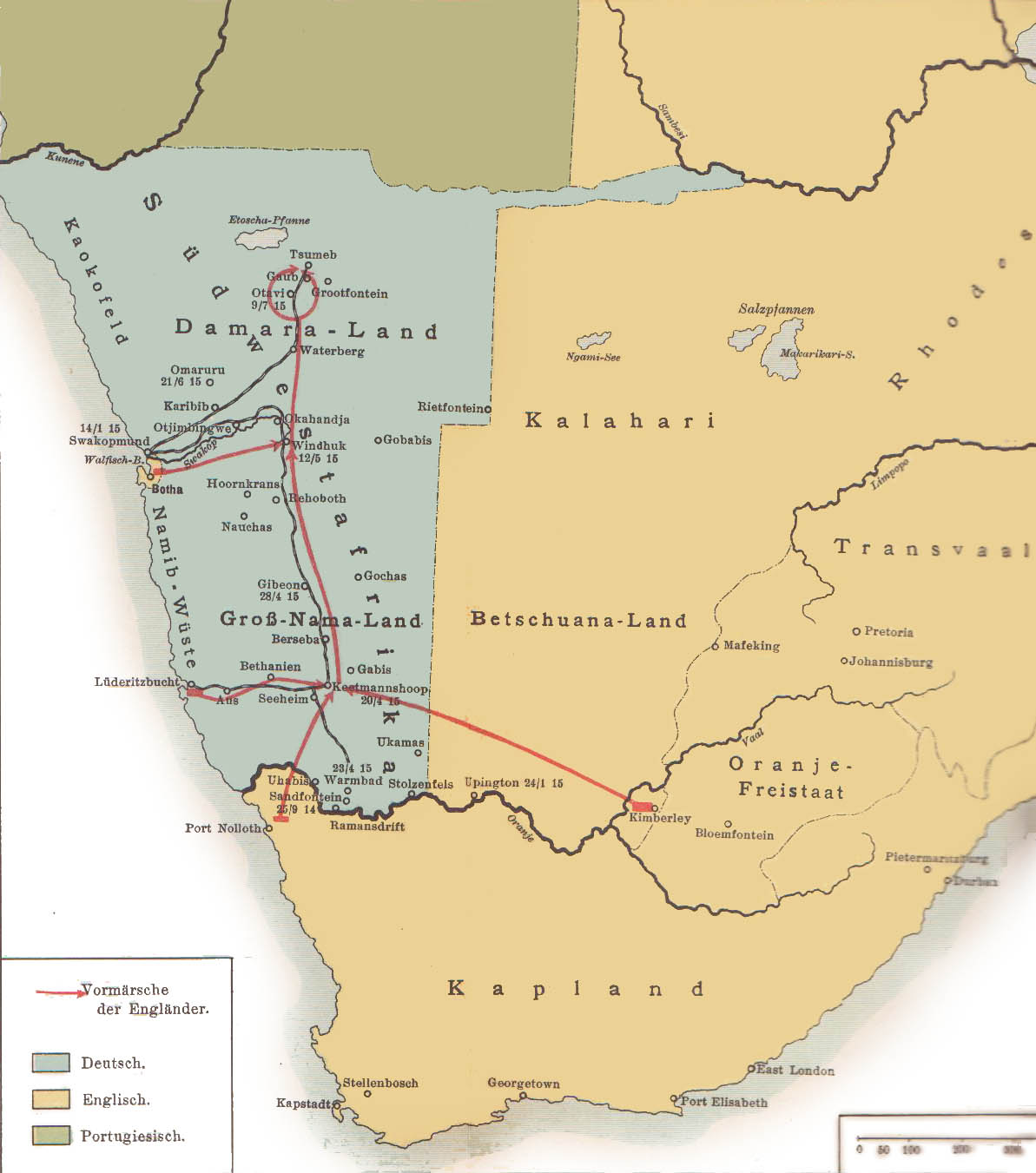
Campanha do Sudoeste da África em 1915.

Durante a Primeira Guerra Mundial, tropas sul-africanas iniciaram hostilidades com a agressão ao posto policial de Ramansdrift em 13 de setembro de 1914. Assentados alemães foram transportados para campos de concentração perto de Pretória e depois em Pietermaritzburg. Por causa da esmagadora superioridade militar sul-africana, as tropas alemãs, junto com voluntários dos descendentes de holandeses lutando na Campanha do Sudoeste da África no lado alemão, só ofereceram oposição como atraso tático. Em 9 de julho de 1915, Victor Franke, o último comandante alemão das tropas de proteção, rendeu-se perto de Knorab.
Após a guerra, a área se tornou possessão britânica, e foi instituído o protetorado sul-africano pela Liga das Nações. Em 1990, a antiga colônia se tornou independente como Namíbia, governada pelo outrora movimento de libertação SWAPO.
Uma variedade de nomes, construções e comércios alemães ainda existem no país, e em torno de 20.000 descendentes dos assentados alemães ainda vivem no país, preservando a língua e os costumes.

## Filatelia

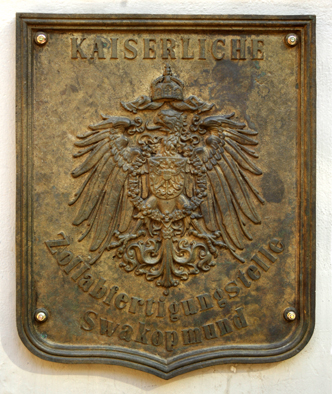
Escudo da Estação Imperial de Alfândega de Swakopmund, Namíbia

A história da filatelia começou em 7 de julho de 1888 em Otjimbingwe, quando o serviço regular de correios começou a utilizar selos postais alemães e o carimbo postal indicando “OTYIMBINGUE”. O serviço continuou dessa forma por alguns anos, eventualmente expandindo a agência de correios adicionais.
A primeira edição dos selos da colônia alemã com estampas aplicadas em selos alemães foi em 1897, exibindo “Deutsch-/Südwest-Afrika” num ângulo. Em 15 de novembro de 1898, a estampa foi mudada para "Deutsch-/Südwestafrika", perdendo o hífen.
Em 1990, a edição local “Yacht” incluiu selos para o Sudoeste Africano, impressos em papel com marca d’água após 1906. O último destes foi o do valor de 3 marcos alemães, impresso em 1919, mas nunca foi posto à venda na colônia.
Alguns valores, tais como os “Yachts” de 3 e 5 “pfennig” (centavos), são prontamente disponíveis hoje em dia, com preços em torno de US$ 1 (um dólar). Os outros alcançam até centenas de dólares. Os altos valores dos “Yatches” com marca d’água tinham muito pouco uso antes da colônia ser capturada, e genuinamente selos usados são até dez vezes mais valiosos; mas muitos selos usado são conhecidos por possuírem a data de postagem forjadas.